# Birgenair
Birgenair — колишня Турецька чартерна авіакомпанія, що була заснована в 1988 році та працювала до 1996 року. Базувалася в міжнародному аеропорту імені Мустафи Кемаля Ататюрка у Стамбулі.

## Флот
Протягом багатьох років Birgenair
експлуатували літаки таких моделей як:

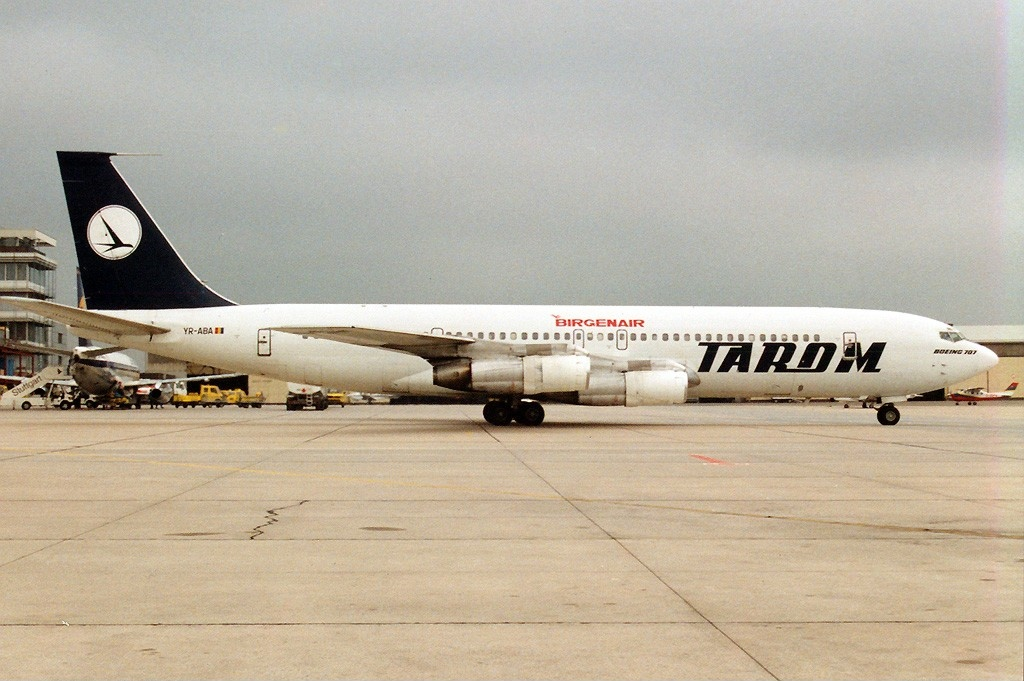
1 Boeing 707-320C (лізинг в TAROM)
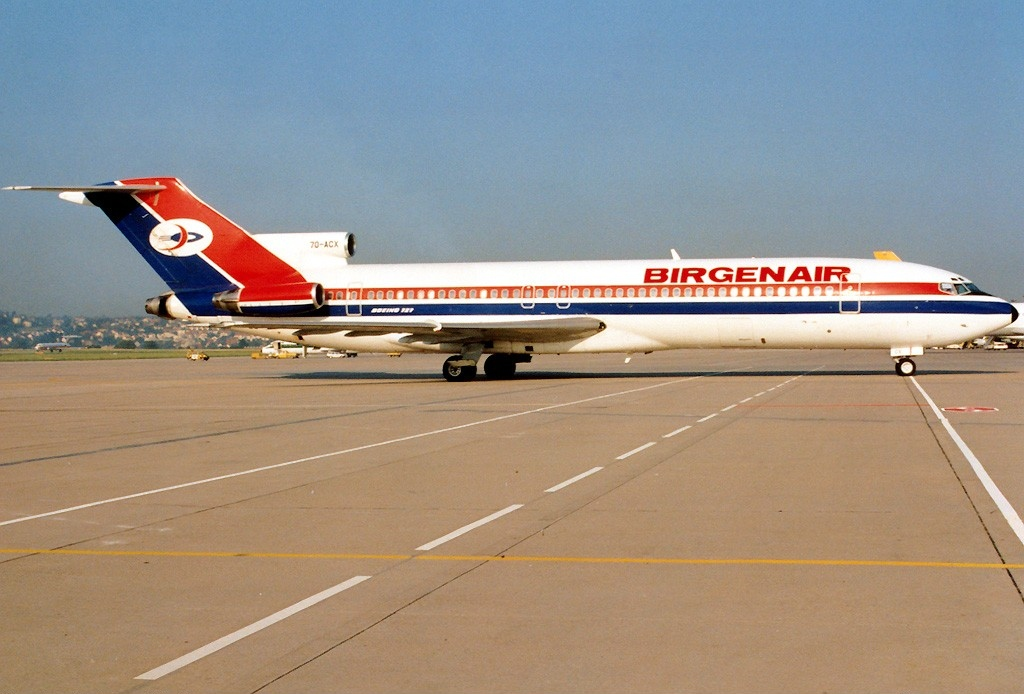
2 Boeing 727-200 (лізинг в Yemenia[en])
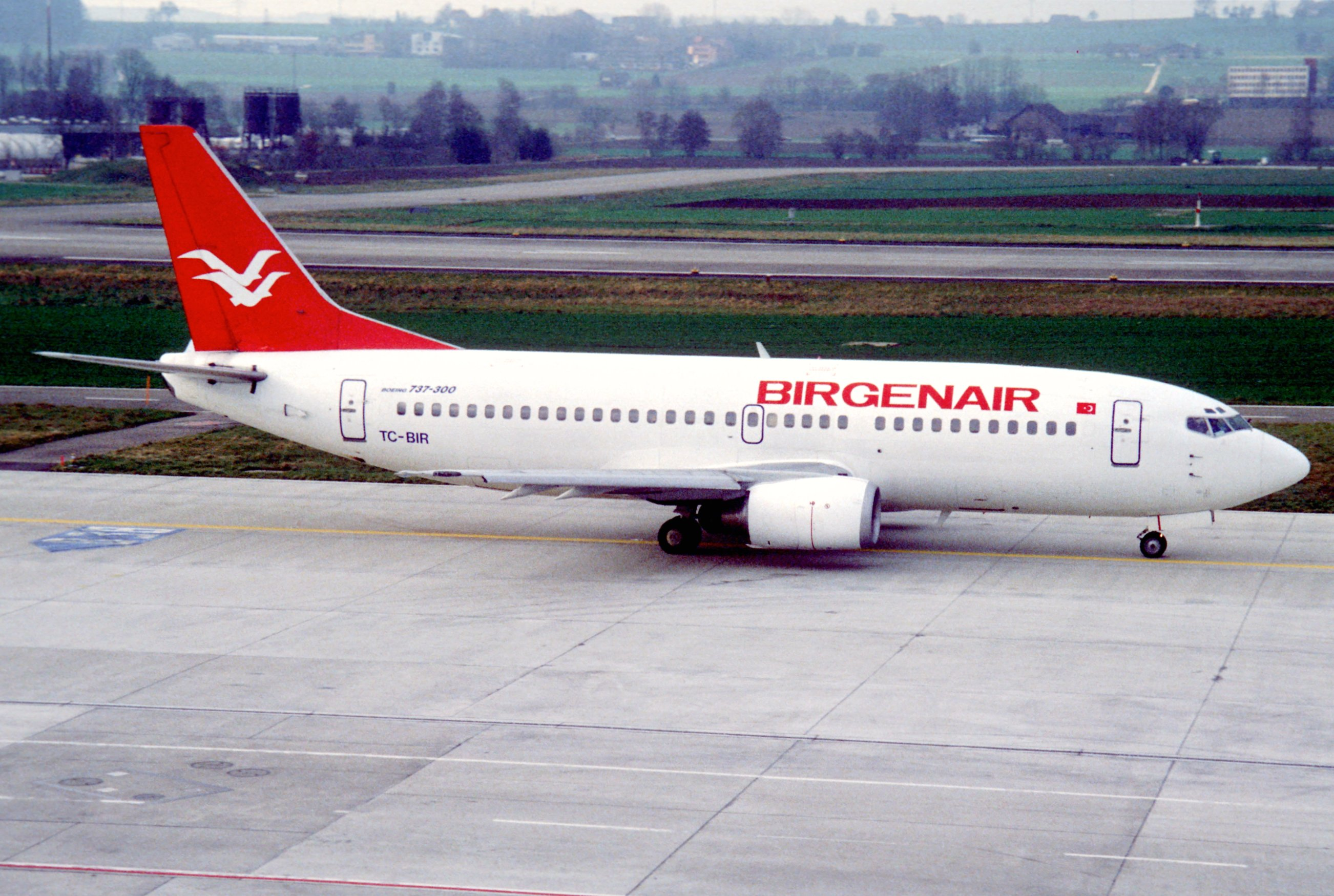
1 Boeing 737-300
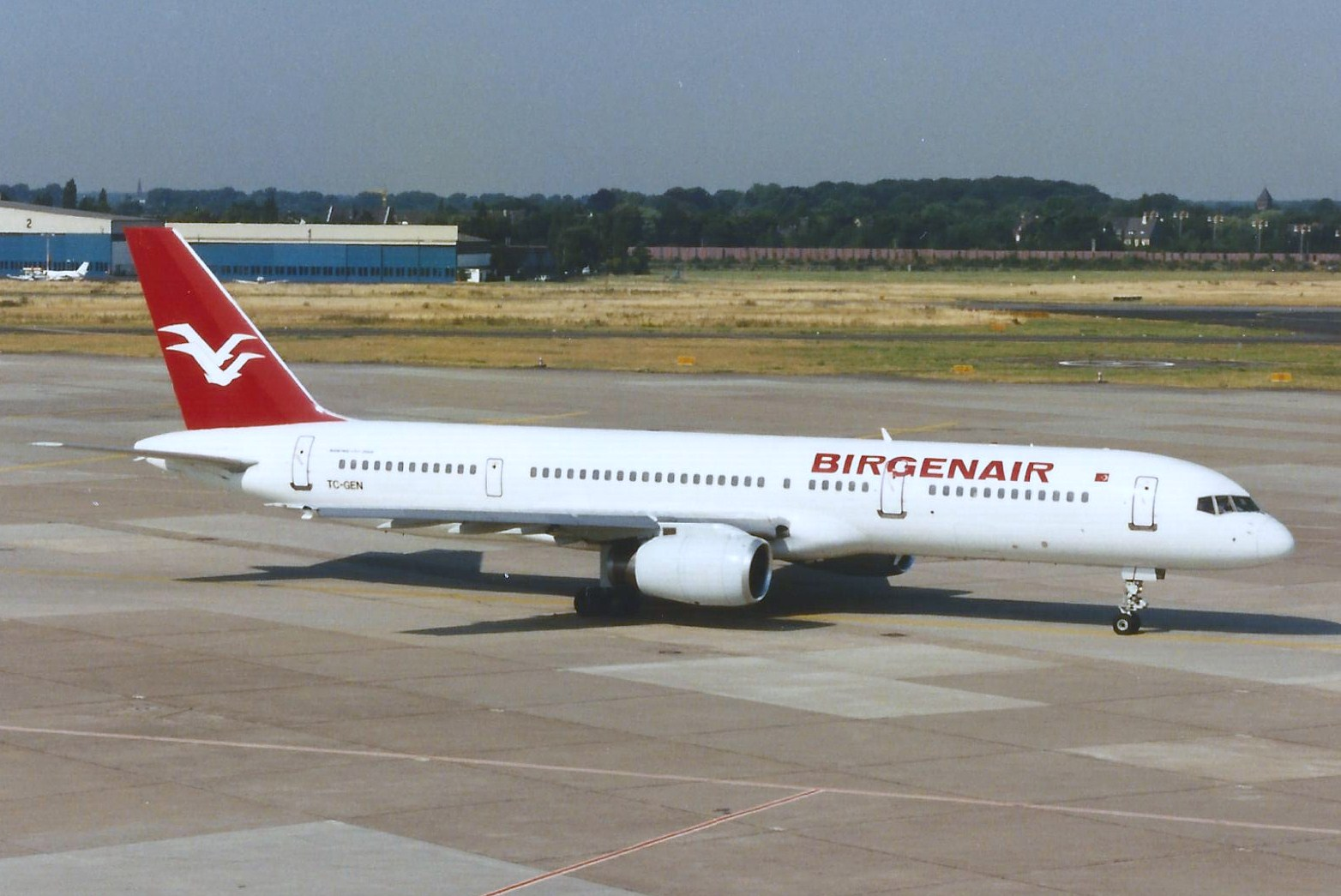
2 Boeing 757-200 (один з них впав в Атлантичний океан після вильоту з міжнародного аеропорту Грегоріо Луперона в Пуерто-Плата (Домініканська республіка) під час виконання рейсу 301)
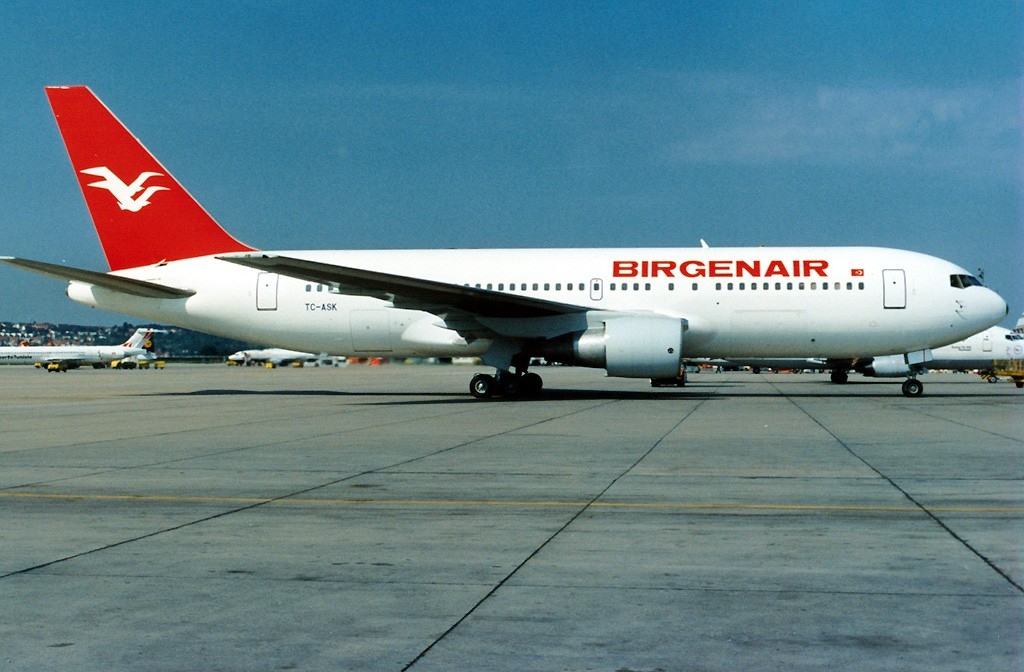
1 Boeing 767-200ER (зданий в лізинг до в Alas Nacionales[en])
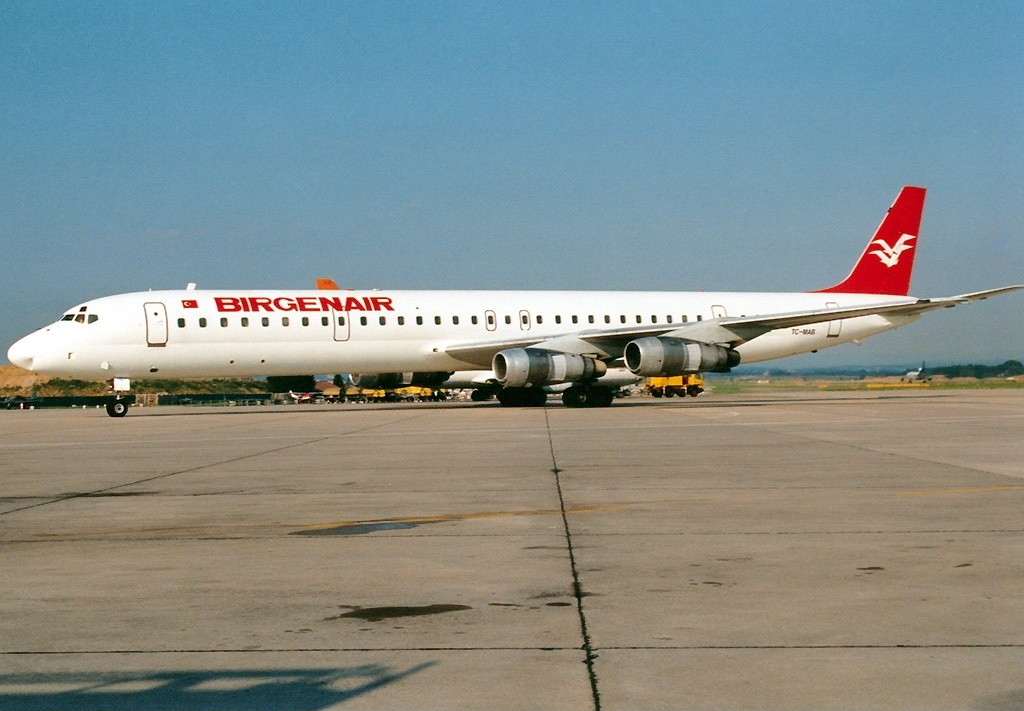
1 Douglas DC-8-61
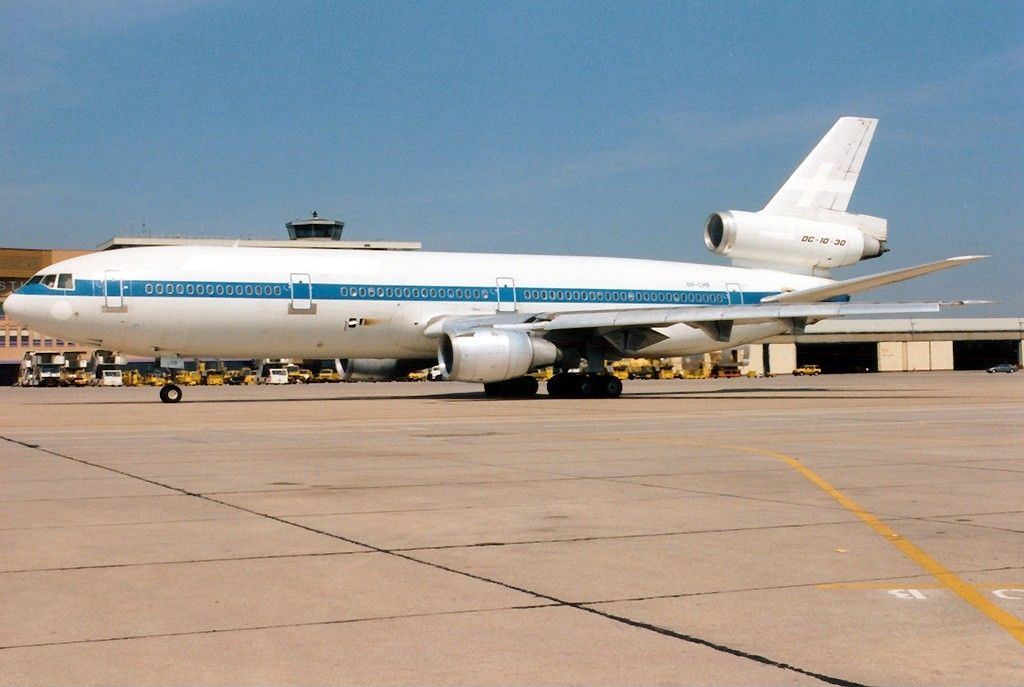
1 McDonnell Douglas DC-10-30 (лізинг в SkyJet Airlines[en])

## Історія
Birgenair була заснована у 1988 році і розпочала польоти в серпні 1989 року, експлуатуючи літак  Douglas DC-8-61. Літак спочатку прийшов на спеціальні чартерні рейси для турецьких заробітчан. У квітні 1992 року флот поповнився літаками Boeing 757-200 і в березні 1993 року Boeing 737-300. Для покращення ефективності використання літака, Boeing 757 тимчасово експлуатувало для інших авіакомпаній за схемою мокрого лізингу під час зими. Компанія продала свій літак Douglas DC-8 у 1994 році компанії ABX Air та взяла в оренду два Boeing 727-200 від Yemenia та один McDonnell Douglas DC-10-30 в авіакомпанії SkyJet.

## Аварії і катастрофи
- Докладніше: Катастрофа Boeing 757 під Пуерто-Плата
- 6 лютого 1996 року літак Boeing 757-200 виконував рейс 301 і прямував за маршрутом Пуерто-Плата-Гандер-Берлін-Франкфурт-на-Майні, а рейс виконувався для місцевої домініканської авіакомпанії Alas Nacionales[en]. Незабаром після зльоту з аеропорту Пуерто-Плата в Домініканській Республіці літак впав в Атлантичний океан за 26 кілометрів від берега. Внаслідок удару загинули всі 189 осіб - 176 пасажирів і 13 членів екіпажу. Було виявлено, що один з індикаторів повітряної швидкості Boeing 757-200 не працював належним чином через те, що піщана оса влаштувала гніздо в трубці Піто, що збентежило пілотів, чи була швидкість літака занадто швидкою чи надто низькою. Чорний ящик, реєстратор даних вказував на помилку капітана, оскільки замість вимірювання швидкості повітря через один із робочих покажчиків швидкості повітря він продовжував використовувати несправний індикатор і не повернувся в аеропорт. Літак було орендовано через проблему з запланованим літаком на рейс.